# Межов, Владимир Измайлович
Влади́мир Изма́йлович Межо́в (17 [29] мая 1830, Саратовская губерния — 17 [29] мая 1894, Санкт-Петербург) — русский библиограф

. Его библиографические труды  насчитывают более ста томов; они представляют собой обширный свод литературы по многим отраслям знаний и дают представление о библиографии истории России, её науки и культуры за значительный период времени.

## Биография
Родился в небогатой дворянской семье в Саратовской губернии 17 (29) мая 1830 года (в начале XX века источники годом рождения указывали 1831 год). Его отец — штаб-лекарь Измаил Тимофеевич Межов — умер через три месяца после рождения сына.
В 1840 году, при содействии В. А. Жуковского, он был принят в Гатчинский сиротский институт, готовивший чиновников для государственной службы и дававший преимущественно юридическое образование.
По окончании института он в 1851 году по собственному желанию был зачислен в Публичную библиотеку, где стал работать регистратором. Его библиографическая деятельность началась в 1856 году с составления квартальных списков новых книг для журнала «Отечественные записки» с целью их дальнейшего  опубликования в «Библиографических листах „Отечественных записок“», когда А. А. Краевский обратился в императорскую Публичную библиотеку, получавшую обязательный экземпляр, с просьбой составлять такие списки. В дальнейшем Межов сотрудничал также с журналами «Русская беседа», «Библиографические записки», «Журнал министерства внутренних дел», «Книжный вестник», «Филологические записки».
Межов не только организовал своевременный учет вновь выходящих книг и периодических изданий, но также с 1858 года он приступил к расписыванию статей из всех периодических изданий, поступавших в императорскую публичную библиотеку, и объединил эти материалы с библиографией книг и периодических изданий, которую он вел с 1856 года. Эта объединенная картотека всей вновь выходящей как книжной, так и статейной литературы стала основой для публикации Межовым общих и разнообразных тематических библиографий.
В 60-х годах XIX века Межов работал в основном над библиографией географии, статистики и этнографии (которой занимался в течение 20 с лишним лет), библиографией народного образования, правоведения и крестьянского вопроса. 
В 70-х годах XIX века он стал выпускать библиографию налогового, рабочего и еврейского вопросов, работал над торговой библиографией (каталоги Базунова, Исакова и Глазунова), занялся созданием многотомного (25-30 томов) указателя журнальных и газетных статей, напечатанных в первой половине XIX в.
В 80-х и начале 90-х Межов стал работать над «Русской исторической библиографией» (на средства золотопромышленника И. М. Сибирякова) и над «Библиографией Азии» (по поручению генерального штаба). Наряду с этим он издал библиографические монографии по статистике, «благотворительности» и уникальную библиографию «Pushkiniana».
По просьбе генерал-губернатора Туркестанского края  К. П. фон Кауфмана Межов в 1867 году занялся  составлением библиографии литературы по Туркестану, так называемого «Туркестанского сборника сочинений и статей, относящихся до Средней Азии вообще и Туркестанскому краю в особенности», охватывающего все газетные и журнальные публикации, касающиеся Центральной Азии и сопредельных с нею стран, а также научные труды на ту же тему как русских, так и иностранных авторов. Этой работой Межов занимался до 1887 года. Собранный им конволют хранится в  Национальной библиотеке Узбекистана имени Алишера Навои/
Умер 17 (29) мая 1894 года и был похоронен на Смоленском православном кладбище.

## Причины создания Туркестанского сборника
История составления сборника неразрывно связана с историей организации Туркестанской Публичной библиотеки, ставшей впоследствии Государственной Библиотекой Узбекистана им. А. Навои.
Так как Туркестанский край, отстоящий в 1867 году на девяностодневном пути от культурного центра России – Петербурга, был малоизученной, но чрезвычайно интересующих многих областью, то необходимость систематических исследований этого края для наиболее эффективного использования всех таящихся в нём возможностей, необходимость изыскания путей сообщения, которые соединили бы вывоз того сырья, в котором была так заинтересована русская промышленность, — все это выдвигало задачу сбора материала, касавшегося Туркестана и сопредельных с ним стран.
Небогатая вначале литература о крае стала быстро пополняться новыми материалами учёных исследователей и целым рядом переводов иностранных монографий. Были изданы труды Н. М. Пржевальского, И. В. Мушкетова, путевые записки П. П. Семенова и Н. А. Северцова – исследователей Тянь-Шаня, работы Н. А. Маева о Туркестанском крае и др. Одновременно в периодических изданиях появилось множество статей, часто впервые затрагивающих и освещающих политические и экономические вопросы, историю, этнографию и культуру Центральной Азии.
Каждому интересующемуся тем или иным вопросом, касающимся Туркестана, приходилось перелистывать множество газет, журналов и книг. И если поиски литературы, ознакомление с ней, связанные с кропотливым трудом, были ещё возможны в Петербурге, то на месте в Туркестане, эта возможность была совершенно исключена[1].
В связи с этим генерал–губернатор края К. П. Кауфман 16 августа 1867 года обратился к министру народного просвещения Д. А. Толстому, вице-президенту Императорской Академии Наук В.Я. Буняковскому, директору Императораторской публичной библиотеки И. Д. Делянову, президенту Императорского Русского Географического Общества Ф. П. Литке и начальнику Главного Штаба Ф. Л. Гейдену с просьбами о пожертвовании дублетов книг научного содержания для вновь организуемого туркестанского книгохранилища. Департамент народного просвещения пожертвовал Ташкенту некоторые из изданий Археографической Комиссии (собрание русских летописей, исторические акты и пр., в 25 томах). Правление Императорского Новороссийского университета подарила ташкентской библиотеки из дублетов университетской библиотеки 87 названий различных книг на русском, французском и немецком языках. Совет Императорского Московского университета прислал 66 сочинений по различным отраслям знания. Харьковский университет в 1869 году выслал несколько сочинений, написанных университетскими профессорами для получения учёных степеней; в течение нескольких лет присылал университетские отчеты и протоколы своих заседаний. За короткое время было собрано 2200 томов (1200 названий), которые положили начало созданию Туркестанской публичной библиотеки. Разумеется, такого количества книг было явно недостаточно. Полезные сведения публиковались в различного рода заметках, газетных и журнальных статьях. Необходимо было эти материалы собрать, систематизировать и сохранить как ценный источник для исследовательской работы. Это ответственное дело К. П. Кауфман поручил известному библиографу Владимиру Измаиловичу Межову.

## Библиографические труды
- Библіографія за 1856 и 1857 гг: или указатель книг. — 1859. — С. 444.
- Библиографический указатель галицко-русской литературы (1862)
- Крестьянский вопрос в России. Полное собрание материалов для истории крестьянского вопроса на языках русском и иностранных, напечатанных в России и за границей, 1764-1864 гг. — 1865. — С. 421.
- Литература русской исторіи за 1859-1864 гг. — 1866. — С. 418.
- Пушкиниана. — СПб.: Тип. В. Безобразова и Ко, 1886. — С. 405.
- Межов В. И. История русской и всеобщей словесности (1872)
- Библиографические монографии. Т. 1. вып. 1-2: Труды Центрального и губернских статистических комитетов. — 1873. — Т. 1. — С. 386.
- Юбилей Петра Великаго: библиографический указатель литературы Петровского юбилея 1872 г. — Тип. Императорской академии наук, 1881. — Т. 1. — С. 230.
- Русская историческая библиография за 1865-1876 гг. — 1882. — Т. 1. — С. 450.
- Русская историческая библиография за 1865-1876 гг. — 1882. — Т. 2. — С. 458.
- Русская историческая библиография за 1865-1876 гг. — 1883. — Т. 3. — С. 414.
- Русская историческая библиография за 1865-1876 гг. — 1884. — Т. 4. — С. 408.
- Русская историческая библиография за 1865-1876 гг. — 1885. — Т. 5. — С. 392.
- Русская историческая библиография за 1865-1876 гг. — 1886. — Т. 6. — С. 505.
- Русская историческая библиография за 1865-1876 гг. — 1888. — Т. 7. — С. 433.
- Туркестанский сборник сочиненій и статей, относящихся до средней Азіи вообще и Туркестанскаго края в особенности (1888)
- Русская историческая библиография за 1865-1876 гг. — 1890. — Т. 8. — С. 438.
- Русская историческая библиография за 1800-1854 гг. — Изд. И.М. Сибиряков, 1892. — Т. 1. — С. 389.
- Русская историческая библиография за 1800-1854 гг. — Изд. И.М. Сибиряков, 1893. — Т. 2. — С. 396.
- Русская историческая библиография за 1800-1854 гг. — 1893. — Т. 3. — С. 524.
- Сибирская библиография. — А. С. Семенов, 1903. — Т. 1. — С. 389.